# Nenad Veličković
Nenad Veličković (ur. 1962 w Sarajewie) – bośniacki pisarz i literaturoznawca.

## Życiorys
Ukończył studia na Uniwersytecie Sarajewskim, gdzie następnie został wykładowcą literaturoznawstwa. Mieszka w Sarajewie. Jest autorem sześciu książek, w tym trzech powieści – dwie z nich ukazały się w Polsce. Akcja obu rozgrywa się w Sarajewie. Koczownicy to stylizowany pamiętnik nastolatki z oblężonego na początku lat 90. w trakcie wojny miasta. Sahib to zbiór maili do partnera pisanych przez Anglika-homoseksualistę, pracującego dla organizacji humanitarnej. Utwory Veličkovicia charakteryzuje ironia i przewrotny humor, tematyka jego utworów jest jednak poważna i często dotyczy problemów współczesnej byłej Jugosławii. W 2017 podpisał Deklarację o wspólnym języku Chorwatów, Serbów, Boszniaków i Czarnogórców.

## Polskie przekłady
- Koczownicy (Konačari, 1995)
- Sahib: Impresje z depresji (Sahib)